# Pitarque
Pitarque (aragónul Pitarc) település Spanyolországban, Teruel tartományban. Pitarque Aliaga, Villarluengo, Cañada de Benatanduz, Fortanete és Villarroya de los Pinares községekkel határos. Lakosainak száma 61 fő (2024).

## Népesség
A település népessége az utóbbi években az alábbiak szerint változott:
| Lakosok száma | 108  | 112  | 114  | 95   | 93   | 93   | 84   | 73   | 69   | 61   |
|               | 2001 | 2004 | 2007 | 2009 | 2012 | 2014 | 2017 | 2019 | 2022 | 2024 |